# Las Tablas (Los Santos)
Las Tablas ist eine Stadt in Panama und die Hauptstadt der Provinz Los Santos. Die Einwohnerzahl von 8939 wurde bei der Volkszählung 2010 ermittelt. Sie liegt einige Kilometer landeinwärts vom Golf von Panama auf der Halbinsel Azuero.
Dem Volksmund zufolge hat die Stadt ihren Namen, der übersetzt „Die Bretter“ bedeutet, von Holzplanken, die von einem spanischen Schiff geborgen wurden, das zum Bau der ersten Häuser der Stadt verwendet wurde. Das Schiff war an der Küste nahe dem zukünftigen Standort der Stadt auf Grund gelaufen, nachdem es vor der Ankunft von Henry Morgan aus Panama-Stadt geflohen war.

## Wirtschaft
Las Tablas wurde als Goldgräberstadt gegründet. Heute ist es ein Handelszentrum für Mais, Reis, Kaffee und Pferde, die in der Region gezüchtet werden.

## Kultur
Las Tablas ist ein anerkanntes nationales Zentrum der panamaischen Folklore: Kunst, Musik, Gastronomie, Architektur, Kultur und Literatur. Sie ist bekannt für einen lebhaften jährlichen Karneval, bei dem sich die Stadt in zwei konkurrierende Fraktionen aufteilt. Jede Fraktion wird eine Karnevalskönigin, eine Parade, ein Feuerwerk, Musik, einen geschmückten Platz, Essensstände, Präsentationen, Konzerte, Umfragen, Spiele, Wettbewerbe usw. haben, die alle versuchen, die andere Fraktion zu übertreffen.